# هجوم العمالقة: قبل السقوط
هجوم العمالقة: قبل السقوط (進撃の巨人 Before the fall شينغيكي نو كيوجين بيفور ذا فول) هي سلسلة روايات خفيفة كتبها ريو سوزوكاز ورسمها ثوريس شيباموتو وبدأ نشرها في 2011. السلسلة هي بادئة لمانغا هجوم العمالقة لهاجيمي إيساياما. بدأت المانغا في 2013 ويرسمها ساتوشي شيكي.

## الحبكة
تحكي السلسلة عن أحداث قبل 70 سنة من أحداث هجوم العمالقة، ومقسم لجزئين: الأول يركز على أنجل آلتونن، مخترع معدات المناورة العمودية؛ الجزء الثاني يتتبع قصة كوكلو، وهو فتى وُجِد رضيعًا في كومة من قئ عملاق، وقد ولدته إحدى ضحايا العملاق بعدما أُكِلت. أُطلق عليه «ابن العملاق» وسُجِن لعدة سنوات من طفولته إلى أن أطلقت سراحه ابنة مالكه شارلي، وانتهى به الحال إلى الانضمام إلى فيلق الاستطلاع.

## الوسائط

### الروايات الخفيفة
سلسلة الروايات الخفيفة كتبها ريو سوزوكاز ورسمها ثوريس شيباموتو. أُصدر منها ثلاثة مجلدات بين 2011 و2012. السلسلة تعد بادئة لمانغا هجوم العمالقة لهاجيمي إيساياما.

#### قائمة المجلدات
| م. | تاريخ الإصدار الياباني | ردمك الياباني          |
| -- | ---------------------- | ---------------------- |
| 1  | 2 ديسمبر 2011          | ISBN 978-4-06-375202-1 |
| 2  | 30 مارس 2012           | ISBN 978-4-06-375228-1 |
| 3  | 29 يونيو 2012          | ISBN 978-4-06-375243-4 |

### المانغا
بدأت سلسلة مانغا مقتبسة من الروايات بالنشر في كودانشا شونن سيريوس الشهرية في 26 أغسطس 2013، ويكتبها ريو سوزوكاز ويرسمها ساتوشي شيكي. حصلت السلسلة على فصل خاص في عدد شهر مايو في مجلة شونن سيريوس الشهرية في 25 مارس 2014.

#### قائمة المجلدات
تجمعت السلسلة في 12 مجلدًا حتى أغسطس 2017:
| - "إعلان" 1. "ابن العملاق" (巨人の子 كيوجين نو كو) 2. "عزيمتها" (覚悟の少女 كاكوغو نو شوجو) 3. "اليمين المقمر" (月下の約束 غيكا نو ياكوسوكو) |

| 1. "ليلة عاصفة" (嵐の夜 أراشي نو يورو) 2. "رحيل ما قبل الفجر" (未明の出立 ميميه نو شوتاتسو) 3. "برهان الإنسانية" (人間の証明 نينغين نو شوميه) 4. "الأرض الغارفة في الدم حديثًا" (鮮血の大地 سنكتسو نو دايتشي) |

| 1. "دورة مفترسة" (捕食の構図 هوشوكو نو كوزو) 2. "البرج القرمزي" (紅蓮の巨塔 غورين نو كيوتو) 3. "محنة آحادي القرن" (一角獣の陥穽 يونيكون نو كانسيه) - تقرير حملة كارلو بيكل (カルロ・ピケール 遠征報告 كارورو بيكرو ريبوتو) |

| 1. "صدفة وراء القضبان" (獄中の奇縁 غوكوتشو نو كيين) 2. "حقول القتل" (刑戮の荒野 كييريكو نو كويا) 3. "تُرِك ليموت" (苟且の死者 كوشو نو شيشا) - مذكرة شارلي في شيغانشينا (シャルルのシガンシナ日誌 شارورو نو شيغانشينا نيشي) |

| 1. زوار المدينة الصناعية (工場都市の来者 كوجو توشي نو رايشا) 2. رؤى المستقبل (幻視の未来 غينشي نو ميراي) 3. غابة خيزران الحديد (黑金の竹林 كوروغاني نو تشيكورين) 4. انهيار الفيلق (潰乱の兵団 كايران نو هيدان) |

| 1. باشاناليا من الطمع (強欲の狂宴 غويوكو نو كيوين) 2. يمين في غابة الخيزران (竹林の誓い تيشكورين نو تشيكاي) 3. تسارع الطموح (野望の胎動 يابو نو تايدو) - مهمة المجندين الأولى (或る新兵の初陣 أرو شينبيه نو أويجين) - الفتاة المنتظرة في الورشة (工房で待つ少女 كوبو دي ماتسو شوجو) |

| 1. وكر الخيانة (詭謀の栖 كيبو نو سو) 2. هاوية أسفل السور (壁下の深淵 هيكيكا نو شينئين) 3. رندة الظلام (闇の輪舞 يامي نو رينبو) 4. عويل من الظلال (晦冥の鬼哭 كايميه نو كيكوكو) - أقسم على سور ماريا (ウォール・マリアに誓う ورو ماريا ني تشيكاو) |

| 1. قبل العاصفة (嵐の前 أراشي نو ماي) 2. حرائق الثورة (動乱の炎 دوران نو هونو) 3. نتيجة المنافسة (相克の行方 سوكوكو نو يوكيو) 4. فضاء كثيف (堅緻の空隙 كينتشي نو كوغيكي) - سيد المناورة العمودية (立体機動の師 ريتاي كيدو نو شي) |

| 1. اضطراب في المدينة (擾乱の都市 جوران نو توشي) 2. سقوط التمرد (逆乱の果て غيكران نو هاتي) 3. نصول السمعة (宿縁の双剣 شوكوين نو سوكين) 4. كرة محبوسة (籠中の夜宴 كوتشو نو ياين) - طموح ناشئ (野望の萌芽 يابو نو هوغا) |

| 1. هروب الأميرة المسجونة (遁逃の籠姫 تونتو نو كاغو هيمي) 2. بلدة الليل الأبدي (常夜の街 طوكيو نو ماتشي) 3. ظل وحيد في المدينة اليقِظة (不夜街の孤影 فو ياغاي نو كويه) 4. حرفيو الماضي (職人達の昔日 شوكونين-تاتشي نو سيكيجيتسو) - مودة أكبر عبر الدفاع عن النفس (護身術で大接近 غوشين-جتسو دي داي سيكِّين) |

| 1. قفص النحر (贄の檻 نيي نو أوري) 2. محارب الثأر (復仇の戦士 فوكيو نو سينشي) 3. خلافة حلم (夢の承継 يومي نو شوكيه) 4. تجمع المتجر (陋屋の集い رويا نو تسودوي) |

## الاستقبال
المانغا وصلت إلى 1.4 مليون نسخة في أغسطس.
جعلت عددا من مجلدات من المانغا إلى قائمة النخبة مانغا «نيويورك تايمز»:
- كان المجلد الأول على القائمة لمدة خمسة أسابيع غير متتالية: للاسبوعين الأولين من المرتبة رقم واحد.[25]
- المجلد الثاني كان في القائمة لمدة أسبوع في المركز الخامس.[26]
- وكان المجلد الثالث على القائمة لمدة أسبوع واحد في المركز الرابع.[27]
- وكان المجلد الرابع في القائمة لمدة أسبوعين، مرتبة في الرابع والثامن، على التوالي.[28]
- وكان المجلد السابع في القائمة لمدة أسبوع واحد، مرتبة في المركز الرابع.[29]

## وصلات خارجية
- هجوم العمالقة: قبل السقوط على موقع ANN manga (الإنجليزية)